# Golden Age of Marriage

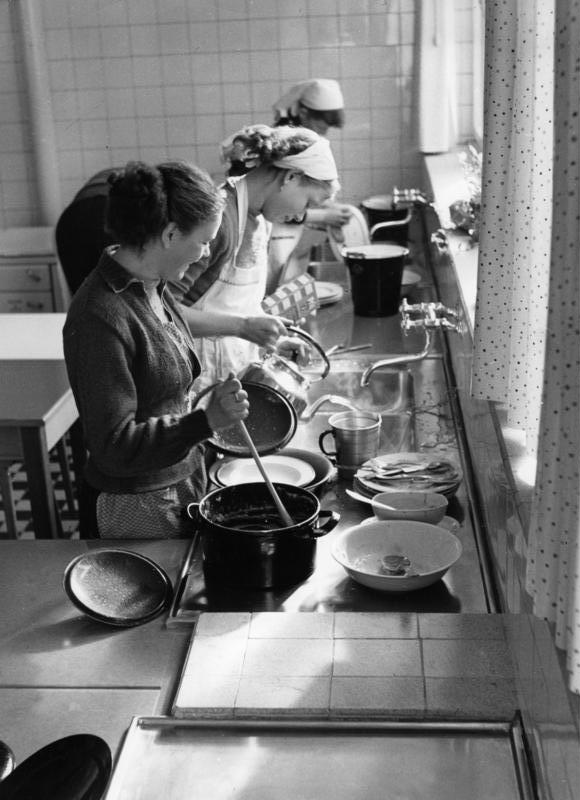
Schulische Vorbereitung von Mädchen der 8. Klasse auf ihre Rolle als Hausfrau und Mutter in der Ehe (Bundesrepublik, 1954)

Golden Age of Marriage ist ein Begriff der Familiensoziologie. Er bezeichnet den Zeitraum der 1950er und 1960er Jahre, in der Ehe und Familie in der Bundesrepublik Deutschland die unangefochtenen Institutionen des privaten Lebens bildeten.
In diesem Zeitraum stößt man gegenüber dem 19. und frühen 20. Jahrhundert auf eine fast vollständige Einbindung (Inklusion) der deutschen Bevölkerung in Familien. Der englischsprachige Begriff Golden Age of Marriage (übersetzt: Goldenes Zeitalter der Heirat bzw. der Eheschließung) bezieht sich darauf, dass in den beiden Nachkriegsjahrzehnten über 90 Prozent der Frauen und Männer innerhalb der einzelnen Jahrgänge zumindest einmal eine Ehe schlossen. Bis in die 1960er Jahre lebten über 90 Prozent der Kinder bis zum schulfähigen Alter mit beiden Elternteilen zusammen. Die Wertschätzung, die Ehe und Familie im 19. Jahrhundert erfuhren, fand für den historisch vergleichsweise kurzen Zeitraum von zwei Jahrzehnten eine praktische Umsetzung.
Das Golden Age of Marriage markiert geschichtlich den Zeitraum unmittelbar vor Beginn der Neuen Frauenbewegung in der Bundesrepublik Deutschland. Als es endete, war die 68er-Bewegung auf ihrem Höhepunkt.

## Gesellschaftsgefüge im „Golden Age of Marriage“
In diesem Zeitabschnitt wurde von Frauen erwartet, eine „Hausfrauenehe“ zu führen, das heißt, sich vollständig der Rolle als Ehefrau und Mutter zu widmen. Die Berufstätigkeit der Ehefrau und Mutter galt als unvereinbar mit ihren Aufgaben in der Familie. Dies war damaligen Erhebungen zufolge eine zentrale gesellschaftliche Norm.
Der berufliche Abstieg verheirateter Frauen zeigt sich deutlich in Untersuchungen zur Lage von Müttern in den 1960er Jahren. Sie kehrten nach der Geburt von Kindern nicht in den erlernten Beruf zurück. Falls sie zum Einkommen des Mannes hinzuverdienten, nahmen sie geringer qualifizierte Arbeit an. Begleitet wurde die Entwicklung von der Wiedereinführung von Arbeitsschutzmaßnahmen und Arbeitsverboten für Frauen. Bedingt durch Krieg und Nachkriegszeit hatten Frauen auch in sogenannten Männerberufen Fuß gefasst. Im Baugewerbe und in zahlreichen handwerklichen und technischen Berufen wurden Schutzmaßnahmen verankert, die die Berufsaussichten für Frauen in diesen Bereichen verringerten. Andere Beispiele sind das Verbot des Schaffnerinnenberufs in mehreren deutschen Städten und das Nachtarbeitsverbot für Frauen.
Durchschnittliche deutsche Arbeitslosenquote – bis 1990
 nur Westdeutschland, ab 1991 Gesamtdeutschland
Im Jahr 1952 wurde durch die Verabschiedung des Gesetzes zum Schutz der erwerbstätigen Mütter der bis dahin durch Novellen der Vorläufergesetze von 1927 und 1942 erfasste Personenkreis erweitert. Der Gesetzgeber befreite Frauen nicht von der Pflicht, bei Einstellungsgesprächen eine Schwangerschaft mitzuteilen und gab Arbeitgebern das Recht, Hausgehilfinnen und Tagesmädchen nach dem fünften Schwangerschaftsmonat zu kündigen (§ 9 Abs. 1). Für Frauen, die als Lehrerinnen in einem der wenigen akademischen Berufe arbeiteten, sahen regionale Gesetze die Beurlaubung nach dem sechsten Schwangerschaftsmonat vor.
Gesamtgesellschaftlich ging der Rückzug der Frauen in die Familien mit einem wirtschaftlichen Aufschwung („Wirtschaftswunder“) und der sogenannten Vollbeschäftigung in den Arbeitsmarktstatistiken einher. In der Politik zeigte sich der Rückzug der Frauen aus dem öffentlichen Raum in einem Rückgang des Frauenanteils im Deutschen Bundestag von nahe 10 Prozent Ende der 1950er Jahre auf ein historisches Tief von 5,8 Prozent noch 1972 nach Beginn der sozialliberalen Ära mit der Kanzlerschaft von Willy Brandt. Die allgemeine Stimmung in der Gesellschaft belegen auch Äußerungen von politisch aktiven Frauenrechtlerinnen dieser Zeit, in denen die Enttäuschung über die minimale Unterstützung arbeitender Frauen und das mangelnde politische Interesse der Mehrheit an der weiblichen Bevölkerung zum Ausdruck kommen.